# Йосиф Кумановско-Осоговски
Йосиф (на македонска литературна норма: Јосиф) е духовник на Македонската православна църква, кумановско-осоговски митрополит от 2013 до 2020 година.

## Биография
Роден е в 1977 година в Прилеп, тогава в Социалистическа федеративна република Югославия, днес в Северна Македония. След завършването си на средно образование, в 1995 година се записва в Богословския факултет на Скопския университет, който завършва в 2000 година с дипломна работа „Иконите през историята на Църквата“. В 2001 година записва магистратура във Философския факултет в Скопие и в 2005 година се дипломира с труда „Разбирането на личността в антропологията на Свети Григорий Палама“. В 2009 година защитава докторат в катедрата по догматика при Богословския факултет в Скопие на тема „Догматично-богословското учение за исихазма в делата на Свети Йоан Лествичник, Свети Симеон Нови Богослов и Свети Григорий Палама“.
Замонашен е в 2005 година, когато е ръкоположен за йеродякон, а на следната 2006 година е ръкоположен в йеромонашески чин. В 2009 година става игумен на Калищкия манастир. С решение на Светия синод в 2011 година е произведен в архимандрит, а на 28 юни 2012 година е избран за лешочки епископ. На 21 октомври 2012 година е хиротонисан в съборния храм на Положко-Кумановската епархия и става викарен епископ на митрополит Кирил Положко-Кумановски.
След смъртта на митрополит Кирил и разделянето на епархията на две на 17 септември 2013 година, на 17 септември 2013 година Йосиф Лешочки е избран за пръв митрополит на новоформираната Кумановско-Осоговска епархия, като е интронизиран на 10 ноември 2013 година в катедралния храм „Свети Никола“ в Куманово.